# Xanthium spinosum
La nappola spinosa (nome scientifico Xanthium spinosum L., 1753) è una pianta erbacea appartenente alla grande famiglia delle Asteraceae, con caratteristici frutti spinosi.

## Etimologia
Il nome generico (Xanthium) deriva dal greco e significa "giallo" in riferimento al fatto che anticamente queste piante erano usate per tingere di giallo le stoffe; mentre L'epiteto specifico (spinosum) fa riferimento al suo caratteristico habitus.

Il binomio scientifico attualmente accettato (Xanthium spinosum) è stato proposto da Carl von Linné (1707 – 1778) biologo e scrittore svedese, considerato il padre della moderna classificazione scientifica degli organismi viventi, nella pubblicazione Species Plantarum del 1753.

## Descrizione

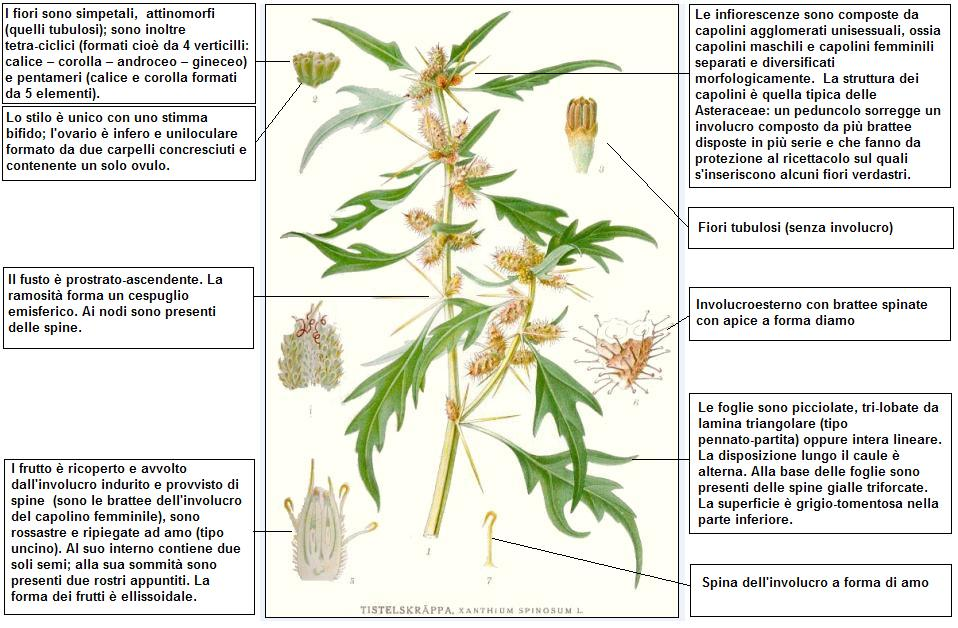
Descrizione delle parti della pianta

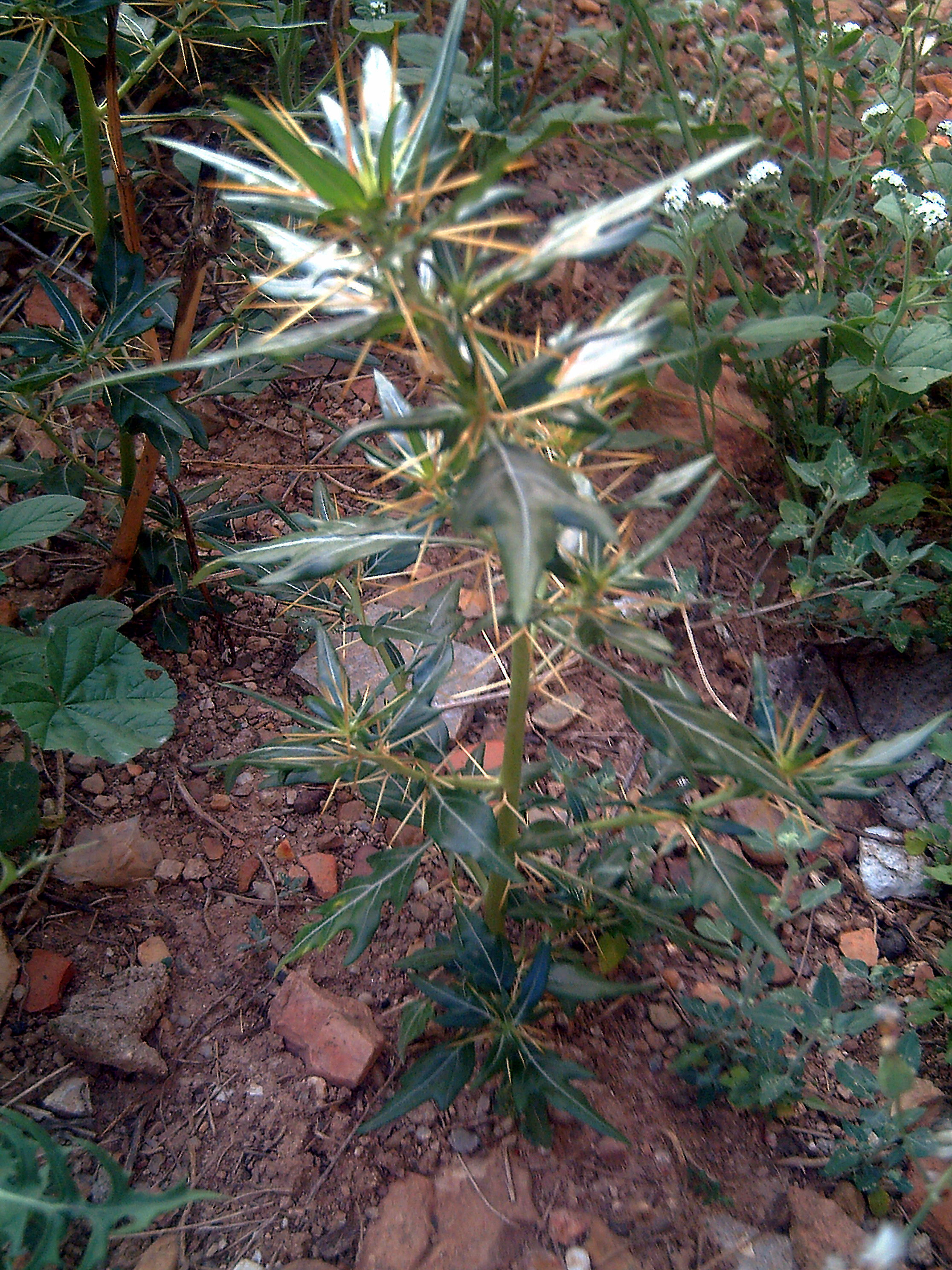
Il portamento

Sono piante non molto alte: 2 – 8 dm (massimo 12 dm). La forma biologica della specie è terofita scaposa (T scap); ossia sono piante erbacee che differiscono dalle altre forme biologiche poiché, essendo annuali, superano la stagione avversa sotto forma di seme; sono inoltre munite di asse fiorale eretto, spesso con poche foglie. È una specie monoica: i fiori maschili e femminili sono separati ma presenti sulla stessa pianta.

### Radici
Le radici sono secondarie da fittone.

### Fusto
- Parte ipogea: la parte sotterranea è fittonante.
- Parte epigea: la parte aerea del fusto è prostrato-ascendente e pubescente. La ramosità è soprattutto alla base (la ramosità forma un cespuglio emisferico). Ai nodi sono presenti 2 – 3 spine semplici o 2-3-partite[4]. Lunghezza delle spine 15 – 30 mm.

### Foglie

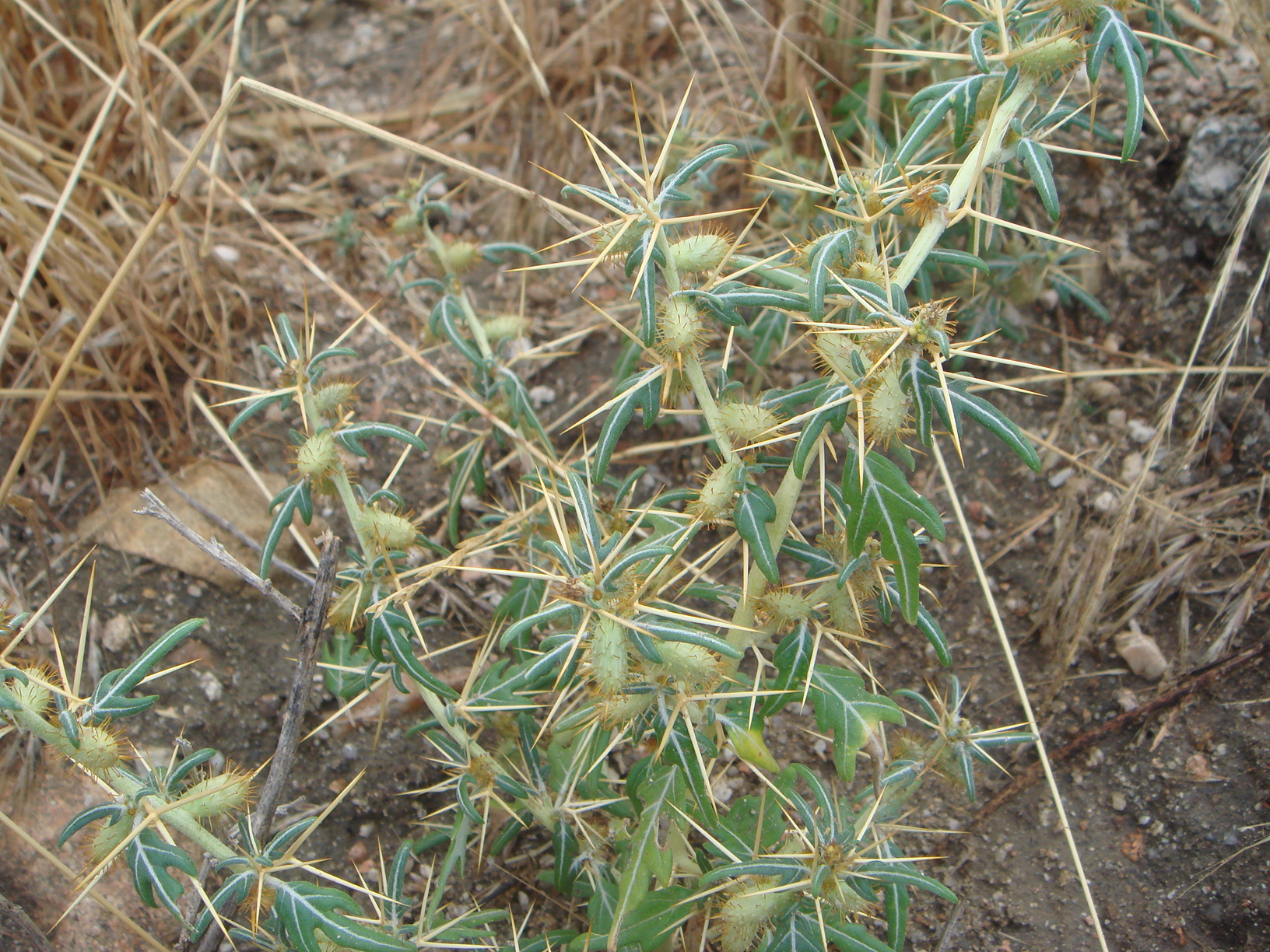
Spine e foglie

Le foglie sono picciolate, tri-lobate con lamina a forma triangolare (tipo pennato-partita) oppure intera lineare. La disposizione lungo il caule è alterna. Alla base delle foglie sono presenti delle spine gialle triforcate. La superficie è grigio-tomentosa nella parte inferiore. Lunghezza del picciolo: 2 – 4 cm. Dimensione della lamina: larghezza 2 – 3 cm; lunghezza 3 – 5 cm (se lineare 1 x 6 – 8 cm).

### Infiorescenza

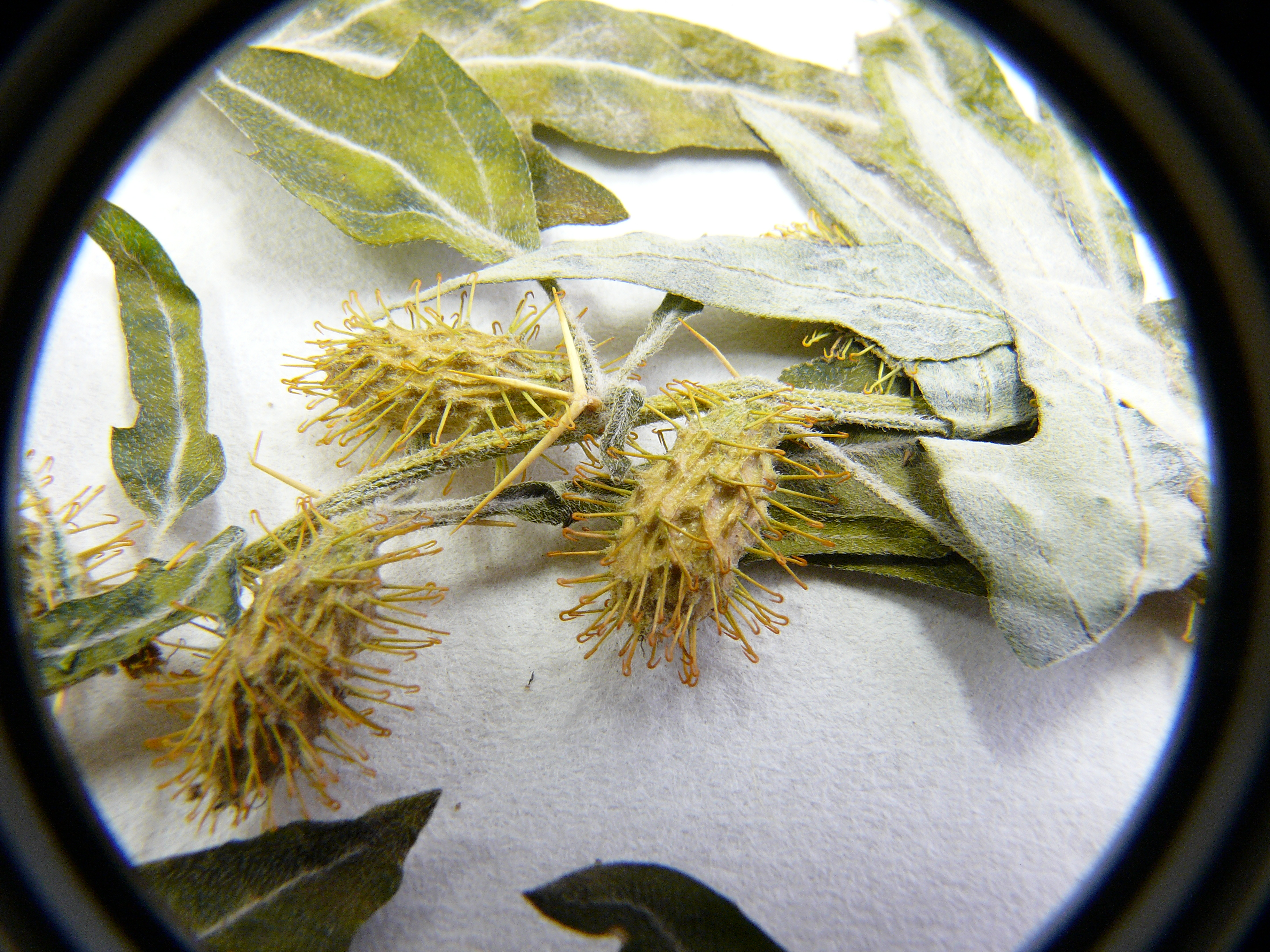
Infiorescenza

Le infiorescenze sono composte da capolini agglomerati unisessuali, ossia capolini maschili e capolini femminili separati e diversificati morfologicamente. La struttura dei capolini è quella tipica delle Asteraceae: un peduncolo sorregge un involucro composto da più brattee disposte in più serie e che fanno da protezione al ricettacolo sul quali s'inseriscono alcuni fiori verdastri.
- Capolini maschili: questi capolini sono posizioni nelle parti superiori della pianta è sono più numerosi rispetto a quelli femminili; il peduncolo è più breve.
- Capolini femminili: i capolini femminili sono posizionati nelle parti inferiori ed esterne della pianta all'ascella delle foglie e sono raggruppati in numero di 2 - 3; l'involucro è avvolto da brattee spinate con uncino terminale; il ricettacolo ha delle pagliette sulle quali s'inseriscono generalmente due fiori femminili[5].

### Fiore
I fiori sono simpetali, attinomorfi(quelli tubulosi); sono inoltre tetra-ciclici (formati cioè da 4 verticilli: calice – corolla – androceo – gineceo) e pentameri (calice e corolla formati da 5 elementi).
- Formula fiorale: per questa pianta viene indicata la seguente formula fiorale:

* K 0/5, C (5), A (5), G (2), infero, achenio
- Calice: i sepali sono ridotti ad una coroncina di squame nei fiori maschili; in quelli femminili il calice è completamente aderente all'ovario.
- Corolla: i fiori maschili hanno delle corolle tubulari a 5 denti (quelli femminili sono privi di corolla).
- Androceo: gli stami sono 5 con dei filamenti saldati alla corolla, mentre le antere sono libere[2].
- Gineceo: lo stilo è unico con uno stimma bifido; l'ovario è infero e uniloculare formato da due carpelli concresciuti e contenente un solo ovulo.
- Fioritura: da luglio a ottobre.

### Frutti
Il frutto è ricoperto e avvolto dall'involucro indurito e provvisto di spine (sono le brattee dell'involucro del capolino femminile), sono rossastre e ripiegate ad amo (tipo uncino). Al suo interno contiene due soli semi; alla sua sommità sono presenti due rostri appuntiti. La forma dei frutti è ellissoidale. Dimensione del frutto: larghezza 4 – 5 mm; lunghezza 10 – 12 mm. Lunghezza degli spine: 3 mm.

## Biologia
- Impollinazione: l'impollinazione avviene tramite insetti (impollinazione entomogama).
- Riproduzione: la fecondazione avviene fondamentalmente tramite l'impollinazione dei fiori (vedi sopra).
- Dispersione: i frutti sono spinosi e uncinati per attaccarsi al pelo degli animali e lasciarsi così trasportare lontano (disseminazione zoocora).

## Distribuzione e habitat

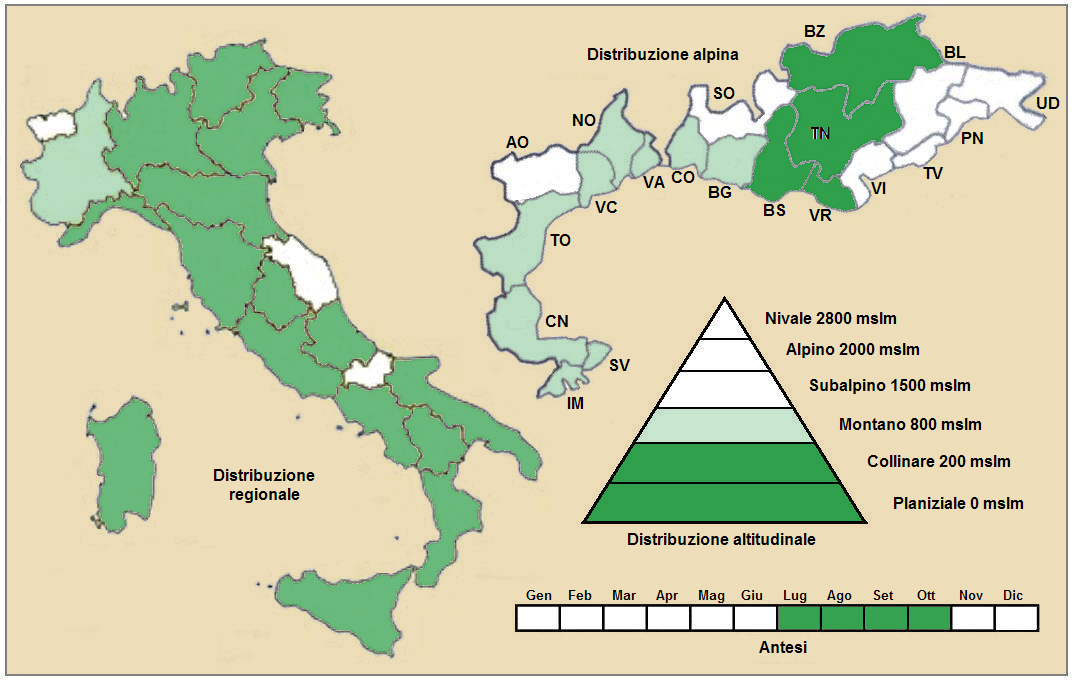
Distribuzione della pianta
(Distribuzione regionale – Distribuzione alpina)

- Geoelemento: il tipo corologico (area di origine) è Sud Americano, divenuto poi per naturalizzazione Cosmopolita.
- Distribuzione: in Italia è abbastanza comune su tutto il territorio, soprattutto nell'area mediterranea e zone poco umide. Nelle Alpi si trova nelle seguenti province: BS VR TN BZ. Oltreconfine (sempre nelle Alpi) si trova in Francia (dipartimenti di Alpes-de-Haute-Provence, Hautes-Alpes, Drôme e Isère), in Svizzera (cantone Vallese), in Austria (Länder del Vorarlberg, Tirolo Settentrionale e Carinzia). Sugli altri rilievi europei si trova nel Massiccio Centrale, Pirenei, Monti Balcani e Carpazi.[8]
- Habitat: l'habitat tipico son gli incolti aridi e le aree ruderali. Il substrato preferito è sia calcareo che siliceo con pH neutro, alti valori nutrizionali del terreno che deve essere arido. In molte zone viene considerata una erbaccia invasiva.
- Distribuzione altitudinale: sui rilievi queste piante si possono trovare fino a 1000 m s.l.m.; frequentano quindi i seguenti piani vegetazionali: collinare oltre a quello planiziale – a livello del mare.

### Fitosociologia
Dal punto di vista fitosociologico la specie di questa voce appartiene alla seguente comunità vegetale:
Formazione: delle comunità terofiche pioniere nitrofile
Classe: Stellarietea mediae
Ordine: Sisymbrietalia

## Tassonomia
La famiglia di appartenenza della Xanthium spinosum (Asteraceae o Compositae, nomen conservandum) è la più numerosa del mondo vegetale, comprende oltre 23000 specie distribuite su 1535 generi (22750 specie e 1530 generi secondo altre fonti). Il genere di appartenenza (Xanthium) è composto da poche specie, meno di una decina a seconda dei vari Autori.

Il numero cromosomico di Xanthium spinosum è: 2n = 36.

### Variabilità
Nel seguente elenco sono indicate alcune varietà e formati non presenti in Italia (l'elenco può non essere completo e alcuni nominativi sono considerati da altri autori dei sinonimi della specie principale o anche di altre specie):

- Xanthium spinosum var. brachyacanthum DC. (1836)
- Xanthium spinosum var. laciniatum Thell.
- Xanthium spinosum var. pseudinerme Widder ex Parodi (1927)
- Xanthium spinosum fo. inerme (Bel) O.Bolòs & Vigo (1988)
- Xanthium spinosum fo. laciniatum Scheuerm. & Thell. ex Widder (1923)
- Xanthium spinosum fo. typicum Widder (1935)

### Sinonimi
Questa entità ha avuto nel tempo diverse nomenclature. L'elenco seguente indica alcuni tra i sinonimi più frequenti:

- Acanthoxanthium spinosum (L.) Fourr.
- Xanthium ambrosioides Hooker & Arnott
- Xanthium catharticum Kunth
- Xanthium spinosum var. inerme Bel 

## Usi

### Farmacia
Secondo la medicina popolare lo Xanthium spinosum possiede le seguenti proprietà medicamentose
- emetica (utile in caso di avvelenamento in quanto provoca il vomito);
- emostatica (blocca la fuoriuscita del sangue in caso di emorragia);

- diaforetica (agevola la traspirazione cutanea);

- diuretica (facilita il rilascio dell'urina);
- sedativa (calma stati nervosi o dolorosi in eccesso).

### Cucina
Questa pianta non viene usata in cucina in quanto è tossica (anche gli animali da pascolo la evitano). Le tossine sono contenute anche nel seme.

## Parassiti
Le larve di Acanthiophilus helianthi (Rossi, 1794), una mosca dell'ordine dei ditteri, si nutrono dei capolini di questa pianta.